# Liste der Countys in South Dakota
Der US-amerikanische Bundesstaat South Dakota ist in 66 Countys unterteilt.
Die offizielle Abkürzung von South Dakota lautet SD, der FIPS-Code ist 46. Der FIPS-Code jedes einzelnen Countys beginnt also stets mit 46, an die die in der Tabelle für jedes County genannte dreistellige Zahl angehängt wird.
Die in der Tabelle angegebenen Einwohnerzahlen basieren auf den Ergebnissen der Volkszählung im Jahr 2010.
| County        | FIPS-Code | County Seat        | Gründung | Namensherkunft | Einwohner 2010 | Fläche   | Karte |
| ------------- | --------- | ------------------ | -------- | --- | -------------- | -------- | ----- |
| Aurora        | 003       | Plankinton         | 1881     | Aurora (Römische Göttin der Morgenröte) | 2710           | 1834 km² |       |
| Beadle        | 005       | Huron              | 1879     | William Henry Harrison Beadle (1838–1915) – oberster Landvermesser im Dakota-Territorium                                                                              | 17.398         | 3261 km² |       |
| Bennett       | 007       | Martin             | 1909     | Granville G. Bennett (1833–1910) – Abgeordneter des US-Repräsentantenhauses                                                                                           | 3431           | 3069 km² |       |
| Bon Homme     | 009       | Tyndall            | 1862     | Bon Homme Island | 7067           | 1458 km² |       |
| Brookings     | 011       | Brookings          | 1892     | Wilmot Brookings (1830–1905) – erster provisorischer Gouverneur des Dakota-Territoriums vor dessen offizieller Gründung im Jahr 1861                                  | 31.965         | 2056 km² |       |
| Brown         | 013       | Aberdeen           | 1879     | Alfred Brown – lokaler Politiker | 36.531         | 4437 km² |       |
| Brule         | 015       | Chamberlain        | 1875     | Indianervolk der Brulé | 5255           | 5364 km² |       |
| Buffalo       | 017       | Gann Valley        | 1873     | Amerikanischer Bison | 1912           | 1220 km² |       |
| Butte         | 019       | Belle Fourche      | 1883     | Härtlinge (einzeln stehende Felsen; engl.: Butte) | 10.110         | 5825 km² |       |
| Campbell      | 021       | Mound City         | 1883     | Norman B. Campbel – Abgeordneter im damaligen Dakota-Territorium und dessen Sohn, General Charles T. Campbell                                                         | 1466           | 1998 km² |       |
| Charles Mix   | 023       | Lake Andes         | 1862     | Charles Eli Mix (1810–1878) – von 1838 bis 1868 Leiter des Bureau of Indian Affairs                                                                                   | 9129           | 2844 km² |       |
| Clark         | 025       | Clark              | 1873     | Newton Clark – lokaler Abgeordneter | 3691           | 2481 km² |       |
| Clay          | 027       | Vermillion         | 1862     | Henry Clay (1777–1852) Außenminister der USA (1825–1829) | 13.864         | 1067 km² |       |
| Codington     | 029       | Watertown          | 1877     | Reverend G.S. Codington – lokaler Politiker | 27.227         | 1782 km² |       |
| Corson        | 031       | McIntosh           | 1909     | Dighton Corson – Richter am Obersten Gericht von South Dakota | 4050           | 6551 km² |       |
| Custer        | 033       | Custer             | 1875     | George Armstrong Custer (1839–1876) – Offizier der Unionsarmee im Bürgerkrieg – fiel später in der Schlacht am Little Bighorn                                         | 8216           | 4038 km² |       |
| Davison       | 035       | Mitchell           | 1874     | Henry C. Davison – früher Siedler der Gegend und Geschäftsmann | 19.504         | 1131 km² |       |
| Day           | 037       | Webster            | 1880     | Merrit H. Day – lokaler Politiker | 5710           | 2826 km² |       |
| Deuel         | 039       | Clear Lake         | 1862     | Jacob S. Deuel – lokaler Politiker | 4364           | 1649 km² |       |
| Dewey         | 041       | Timber Lake        | 1883     | William P. Dewey – Leiter der Landvermessungsbehörde des Dakota-Territoriums                                                                                          | 5301           | 6334 km² |       |
| Douglas       | 043       | Armour             | 1873     | Stephen A. Douglas (1813–1861) – vertrat den Staat Illinois in beiden Kammern des Kongresses, kandidierte bei der Präsidentschaftswahl von 1860 gegen Abraham Lincoln | 3002           | 1124 km² |       |
| Edmunds       | 045       | Ipswich            | 1873     | Newton Edmunds (1819–1908) – von 1863 bis 1866 zweiter Gouverneur des Dakota-Territoriums                                                                             | 4071           | 2981 km² |       |
| Fall River    | 047       | Hot Springs        | 1883     | Fall River | 7094           | 4530 km² |       |
| Faulk         | 049       | Faulkton           | 1873     | Andrew Jackson Faulk (1814–1898) – von 1866 bis 1869 dritter Gouverneur des Dakota-Territoriums                                                                       | 2364           | 2605 km² |       |
| Grant         | 051       | Milbank            | 1873     | Ulysses S. Grant (1822–1885) – Oberbefehlshaber der Unionstruppen im Bürgerkrieg und späterer 18. Präsident der USA                                                   | 7356           | 1782 km² |       |
| Gregory       | 053       | Burke              | 1862     | John Shaw Gregory – lokaler Politiker | 4271           | 2728 km² |       |
| Haakon        | 055       | Philip             | 1914     | Haakon VII. (1872–1957) – seit 1905 norwegischer König | 1937           | 4732 km² |       |
| Hamlin        | 057       | Hayti              | 1873     | Hannibal Hamlin (1809–1891) – US-Senator und von 1861 bis 1865 15. Vizepräsident der USA                                                                              | 5903           | 1393 km² |       |
| Hand          | 059       | Miller             | 1873     | George H. Hand – lokaler Politiker | 3431           | 1440 km² |       |
| Hanson        | 061       | Alexandria         | 1873     | Joseph R. Hanson Armeeoffizier in Indianerkriegen und früher Siedler der Gegend                                                                                       | 3331           | 1128 km² |       |
| Harding       | 063       | Buffalo            | 1909     | J.A. Harding Sprecher der parlamentarischen Vertretung des Dakota-Territoriums                                                                                        | 1255           | 6935 km² |       |
| Hughes        | 065       | Pierre             | 1880     | Alexander Hughes – lokaler Politiker | 17.022         | 2073 km² |       |
| Hutchinson    | 067       | Olivet             | 1862     | John Hutchinson – lokaler Politiker | 7343           | 2109 km² |       |
| Hyde          | 069       | Highmore           | 1873     | James Hyde – lokaler Politiker | 1420           | 2244 km² |       |
| Jackson       | 071       | Kadoka             | 1914     | J.R. Jackson – lokaler Politiker | 3031           | 1871 km² |       |
| Jerauld       | 073       | Wessington Springs | 1883     | H.A. Jerauld – lokaler Politiker | 2071           | 1380 km² |       |
| Jones         | 075       | Murdo              | 1916     | George W. Jones – lokaler Politiker | 1006           | 2517 km² |       |
| Kingsbury     | 077       | De Smet            | 1873     | Die Brüder George W. Kingsbury und T.A. Kingsbury – lokale Politiker                                                                                                  | 5148           | 2237 km² |       |
| Lake          | 079       | Madison            | 1873     | Benannt nach den zahlreichen Seen auf dem Gebiet des Countys | 11.200         | 1489 km² |       |
| Lawrence      | 081       | Deadwood           | 1875     | John Lawrence (1839–1889) – US-Marshal für das Dakota-Territorium und lokaler Politiker                                                                               | 24.097         | 2073 km² |       |
| Lincoln       | 083       | Canton             | 1862     | Abraham Lincoln (1809–1865) – 16. Präsident der USA | 44.828         | 1499 km² |       |
| Lyman         | 085       | Kennebec           | 1873     | W.P. Lyman – lokaler Politiker | 3755           | 4421 km² |       |
| Marshall      | 091       | Britton            | 1885     | Marshall Vincent – lokaler Politiker | 4656           | 2294 km² |       |
| McCook        | 087       | Salem              | 1873     | Edwin Stanton McCook (1837–1873) – General der Unionstruppen im Bürgerkrieg und Politiker im Dakota-Territorium                                                       | 5618           | 1495 km² |       |
| McPherson     | 089       | Leola              | 1885     | James B. McPherson (1828–1864) – General der Unionstruppen im Bürgerkrieg                                                                                             | 2459           | 2983 km² |       |
| Meade         | 093       | Sturgis            | 1889     | George Gordon Meade (1815–1872) – General der Unionstruppen im Bürgerkrieg                                                                                            | 25.434         | 9020 km² |       |
| Mellette      | 095       | White River        | 1909     | Arthur C. Mellette (1842–1896) – von 1889 bis 1893 erster Gouverneur von South Dakota                                                                                 | 2048           | 3392 km² |       |
| Miner         | 097       | Howard             | 1873     | Die Brüder Nelson Miner und Ephriam Miner – lokale Politiker | 2389           | 1481 km² |       |
| Minnehaha     | 099       | Sioux Falls        | 1862     | Wort in der Sioux-Sprache für Wasserfall | 169.471        | 2107 km² |       |
| Moody         | 101       | Flandreau          | 1873     | Gideon C. Moody Sprecher der parlamentarischen Vertretung des damaligen Dakota-Territoriums                                                                           | 6486           | 1350 km² |       |
| Oglala Lakota | 113       | keinen             | 1875     | Oglala-Lakota – Lokaler Indianerstamm | 13.586         | 5423 km² |       |
| Pennington    | 103       | Rapid City         | 1875     | John L. Pennington (1821–1900) – fünfter Gouverneur des Dakota-Territoriums                                                                                           | 100.948        | 7211 km² |       |
| Perkins       | 105       | Bison              | 1909     | Henry E. Perkins – früherer Senator in South Dakota | 2982           | 7487 km² |       |
| Potter        | 107       | Gettysberg         | 1875     | Joel A. Potter – lokaler Politiker | 2329           | 2243 km² |       |
| Roberts       | 109       | Sisseton           | 1883     | S. G. Roberts – lokaler Politiker | 10.149         | 2852 km² |       |
| Sanborn       | 111       | Woonsocket         | 1883     | George W. Sanborn – Präsident der Milwaukee Road | 2355           | 1474 km² |       |
| Spink         | 115       | Redfield           | 1873     | S. L. Spink – Politiker im damaligen Dakota-Territorium | 6415           | 3895 km² |       |
| Stanley       | 117       | Fort Pierre        | 1873     | David S. Stanley (1828–1902) Generalmajor der Unionstruppen im Bürgerkrieg                                                                                            | 2966           | 3737 km² |       |
| Sully         | 119       | Onida              | 1873     | Alfred Sully (1821–1879) Armeeoffizier | 1373           | 2608 km² |       |
| Todd          | 121       | keiner             | 1909     | John Blair Smith Todd (1814–1872) Abgeordneter des US-Repräsentantenhauses                                                                                            | 9612           | 3595 km² |       |
| Tripp         | 123       | Winner             | 1873     | Bartlett Tripp (1839–1911) Politiker und Richter im damaligen Dakota-Territorium                                                                                      | 5644           | 4180 km² |       |
| Turner        | 125       | Parker             | 1871     | John W. Turner lokaler Politiker | 8347           | 1558 km² |       |
| Union         | 127       | Elk Point          | 1862     | Die Union war vor allem im Bürgerkrieg die Bezeichnung für die Vereinigten Staaten (im Gegensatz zur Konföderation des Südens)                                        | 14.399         | 1191 km² |       |
| Walworth      | 129       | Selby              | 1873     | Walworth County in Wisconsin | 5438           | 1834 km² |       |
| Yankton       | 135       | Yankton            | 1862     | Indianervolk der Yankton | 22.438         | 1352 km² |       |
| Ziebach       | 137       | Dupree             | 1911     | Frank M. Ziebach (1830–1929) Politiker im damaligen Dakota-Territorium                                                                                                | 2801           | 5082 km² |       |